# Gemerská Hôrka
Gemerská Hôrka (1927–1965 slowakisch „Gemerská Horka“ – bis 1927 „Hôrka“; ungarisch Özörény oder Gömörhorka – bis 1907 Horka) ist eine Gemeinde im Osten der Slowakei mit 1266 Einwohnern (Stand 31. Dezember 2024), die zum Okres Rožňava, einem Kreis des Košický kraj gehört und zur traditionellen Landschaft Gemer gezählt wird.

## Geographie
Die Gemeinde befindet sich am Übergang vom Talkessel Rimavská kotlina (Teil der größeren Juhoslovenská kotlina) in den Slowakischen Karst. Das Dorf liegt auf einer Flurterrasse der Slaná zwischen zwei Bahnstrecken. Das Ortszentrum liegt auf einer Höhe von 229 m n.m. und ist 20 Kilometer von Rožňava entfernt.

## Geschichte
Der Ort wurde zum ersten Mal 1413 als Horka schriftlich erwähnt und ist gewissermaßen der Fortsetzer der älteren mittelalterlichen Dörfer Malach (erste Erwähnung 1243) und Ozoran (ungarisch Özörény, erste Erwähnung 1243). Der Ort Malach entstand zugleich mit der Gespanschaft Gemer; die ursprünglichen Einwohner waren Wächter des königlichen Gutes der Burg Gemer. Der Name Horka war anfangs nur Bezeichnung für einen Teil von Malach, breitete sich aber später auf das gesamte Dorf aus. Während der Türkenkriege im 16. Jahrhundert ging das Dorf Malach unter, auch Horka selbst war wegen antihabsburgischer Aufstände im 17. und frühen 18. Jahrhundert zeitweise unbewohnt, erst nach dem Ende kriegsähnlicher Verhältnisse kehrten die Einwohner zurück.
1828 zählte man 103 Häuser und 702 Einwohner. Haupteinnahmequellen waren Landwirtschaft, Kalkbrennerei, Köhlerei und die Einwohner waren zudem Hirten. 1883 wurde eine Papier- und Zellulosefabrik gegründet, die bis 1992 bestand.
Bis 1918/1919 gehörte der im Komitat Gemer und Kleinhont liegende Ort zum Königreich Ungarn und kam danach zur Tschechoslowakei beziehungsweise heute Slowakei. 1938–1945 lag er auf Grund des Ersten Wiener Schiedsspruches noch einmal in Ungarn.

## Bevölkerung
| Jahr                | 1994 | 2004    | 2014    | 2024    |
| ------------------- | ---- | ------- | ------- | ------- |
| Anzahl der Personen | 1284 | 1334    | 1319    | 1266    |
| Unterschied         |      | +3,89 % | −1,12 % | −4,01 % |

| Jahr                | 2023 | 2024    |
| ------------------- | ---- | ------- |
| Anzahl der Personen | 1272 | 1266    |
| Unterschied         |      | −0,47 % |

Nach der Volkszählung 2011 wohnten in Gemerská Hôrka 1338 Einwohner, davon 761 Magyaren, 425 Slowaken, 119 Roma, 6 Tschechen, 28 Roma und 3 andere. 24 Einwohner machten keine Angabe. 404 Einwohner bekannten sich zur reformierten Kirche, 317 Einwohner zur römisch-katholischen Kirche, 40 Einwohner zur evangelischen Kirche, 28 Einwohner zu den Zeugen Jehovas und 23 Einwohner zur griechisch-katholischen Kirche. 296 Einwohner waren konfessionslos und bei 201 Einwohnern ist die Konfession nicht ermittelt.
Ergebnisse nach der Volkszählung 2001 (1329 Einwohner):
| Nach Ethnie: - 63,05 % Magyaren - 25,13 % Slowaken - 10,38 % Roma - 0,30 % Tschechen | Nach Konfession: - 30,25 % römisch-katholisch - 26,79 % konfessionslos - 5,19 % evangelisch - 2,26 % keine Angabe |

## Bauwerke
- reformierte Kirche aus dem Jahr 1786, am Ende des 19. Jahrhunderts umgebaut